# Cerkiew św. Michała Archanioła w Wierchomli Wielkiej
Cerkiew św. Michała Archanioła w Wierchomli Wielkiej – dawna cerkiew greckokatolicka, wzniesiona w 1821 w Wierchomli Wielkiej.
Po 1947 przejęta i użytkowana przez rzymskokatolicką Parafię św. Michała Archanioła w Wierchomli Wielkiej.
Cerkiew wpisano na listę zabytków w 1964. Została włączona do małopolskiego Szlaku Architektury Drewnianej.

## Galeria

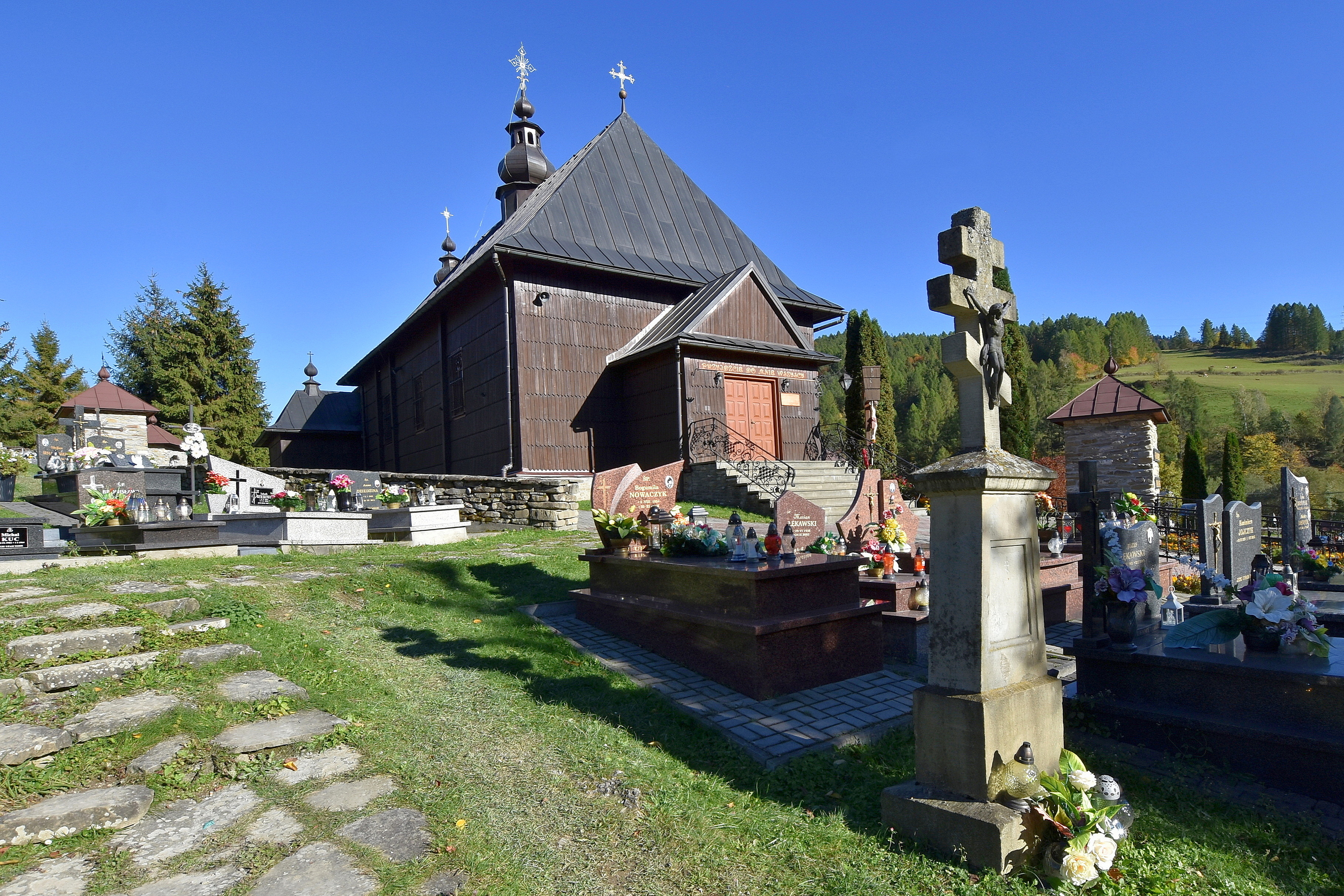
Elewacja frontowa
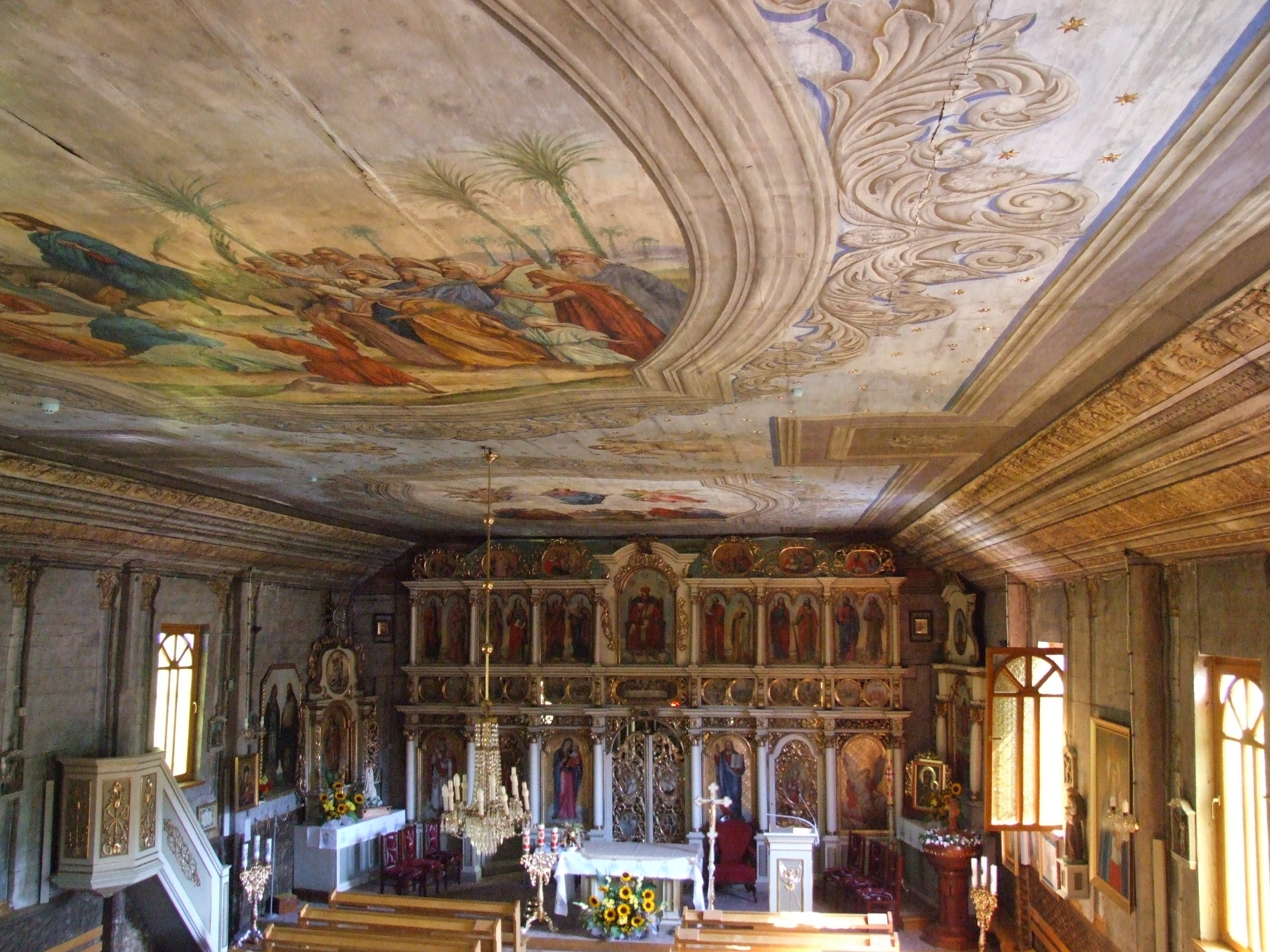
Wnętrze
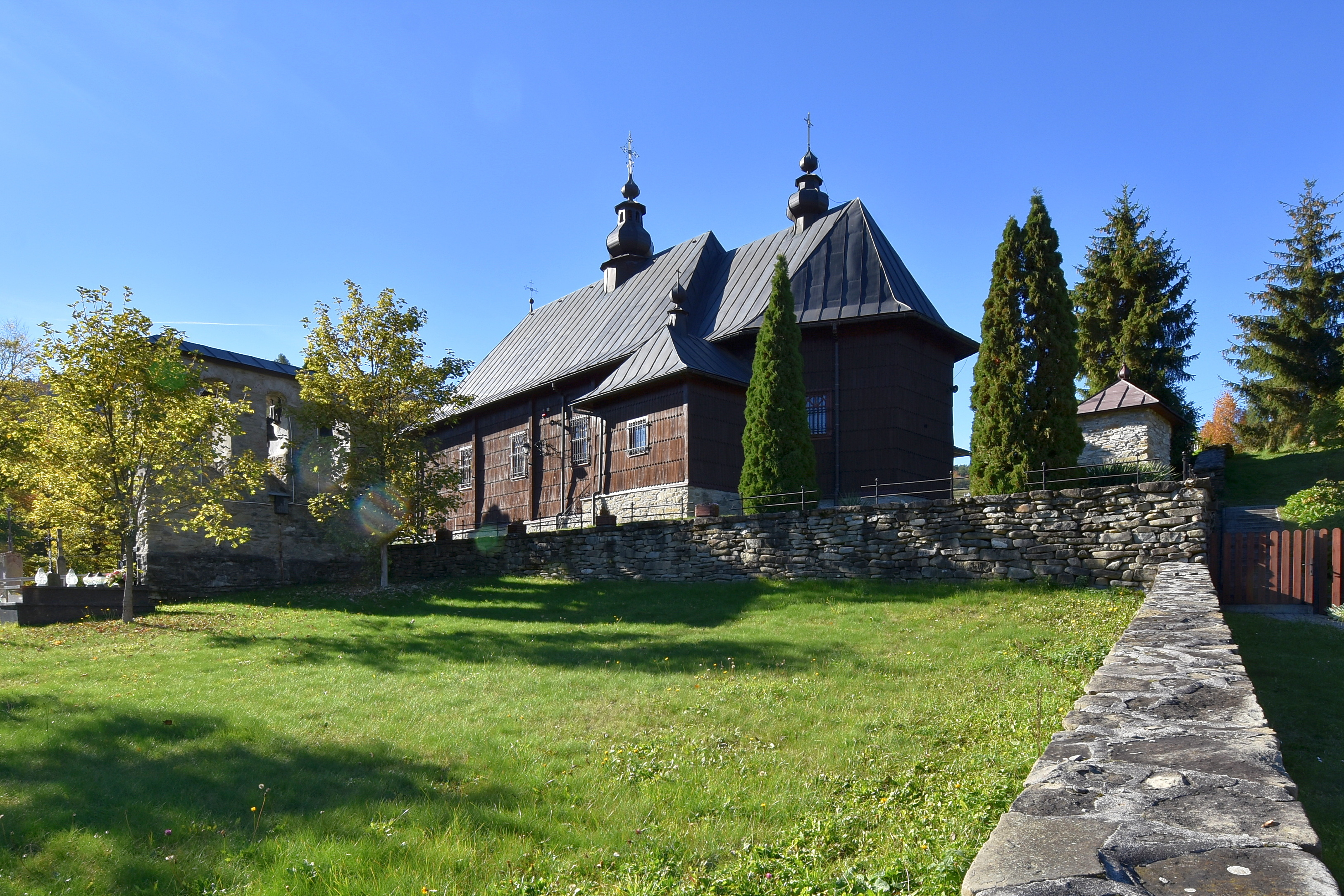
Widok od strony prezbiterium